# Casc
|  | Aquest article tracta sobre la peça que cobreix el cap. Vegeu-ne altres significats a «Casc (desambiguació)». |

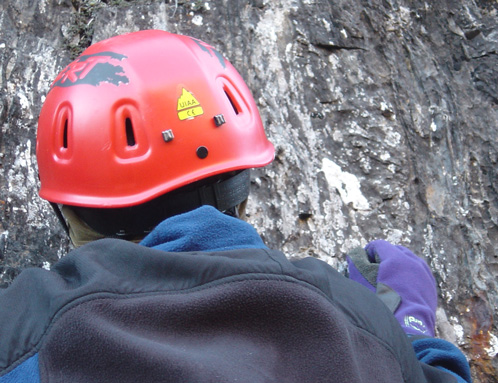
Casc d'alpinisme o escalada. S'hi aprecia el segell d'homologació de la Unió Internacional d'Associacions d'Alpinisme

El casc o elm o elmet és una peça de material més o menys sòlid que cobreix i protegeix el cap de les persones quan realitzen tasques que puguin comportar un perill de lesions per cops violents. És emprat per soldats, policies, bombers, miners, obrers de la construcció, etc., etc. També per conductors i passatgers de motocicletes i d'altres vehicles automotrius, més encara en situacions de risc, com poden ser proves i competicions. Igualment s'utilitza el casc en molts esports com l'alpinisme i l'escalada, el ciclisme, el submarinisme i el descens en esquí de competició. I, des de fa pocs anys, també en els pisos superiors dels castells. La seva aportació a la seguretat és passiva, és a dir, no evita l'agressió o l'accident, però en determinats casos pot mitigar-ne les conseqüències. La mena de casc a utilitzar i les seves característiques (pes, rigidesa, elasticitat) venen determinades per l'ús a què es destina. Diversos organismes estatals i internacionals avaluen els diversos models i donen l'homologació corresponent a cada activitat.
El mot amb què es designa el casc en altres llengües romàniques generalment presenta la mateixa etimologia que en català: esp. casco, fr. casque, it. casco, etc. Emperò, per a designar el casc d'acer o de fibra el català clàssic emprava elm o elmet, i en designava per capell de ferre/ferro un de més lleuger desproveït de visera i que portaven principalment aquells que no eren armats cavallers. L'italià empra elmetto, originàriament diminutiu de elmo; el portuguès coneix casco, però empra majoritàriament (i exclusivament en referència al casc militar) capacete (que originàriament equivalia al català cabasset). Les llengües germàniques empren formes derivades d'elm, com ara l'anglès helmet i l'alemany Helm. Les llengües eslaves coincideixen amb l'ètim romànic (rus i ucraïnès kaska - casc per a la construcció, la indústria, mineria, casc militar, etc.) o bé amb el germànic (pol. hełm, txec helma, ucraïnès i rus: xlem - casc de moto, d'aviació, de fer esports, etc.).

## Tipus

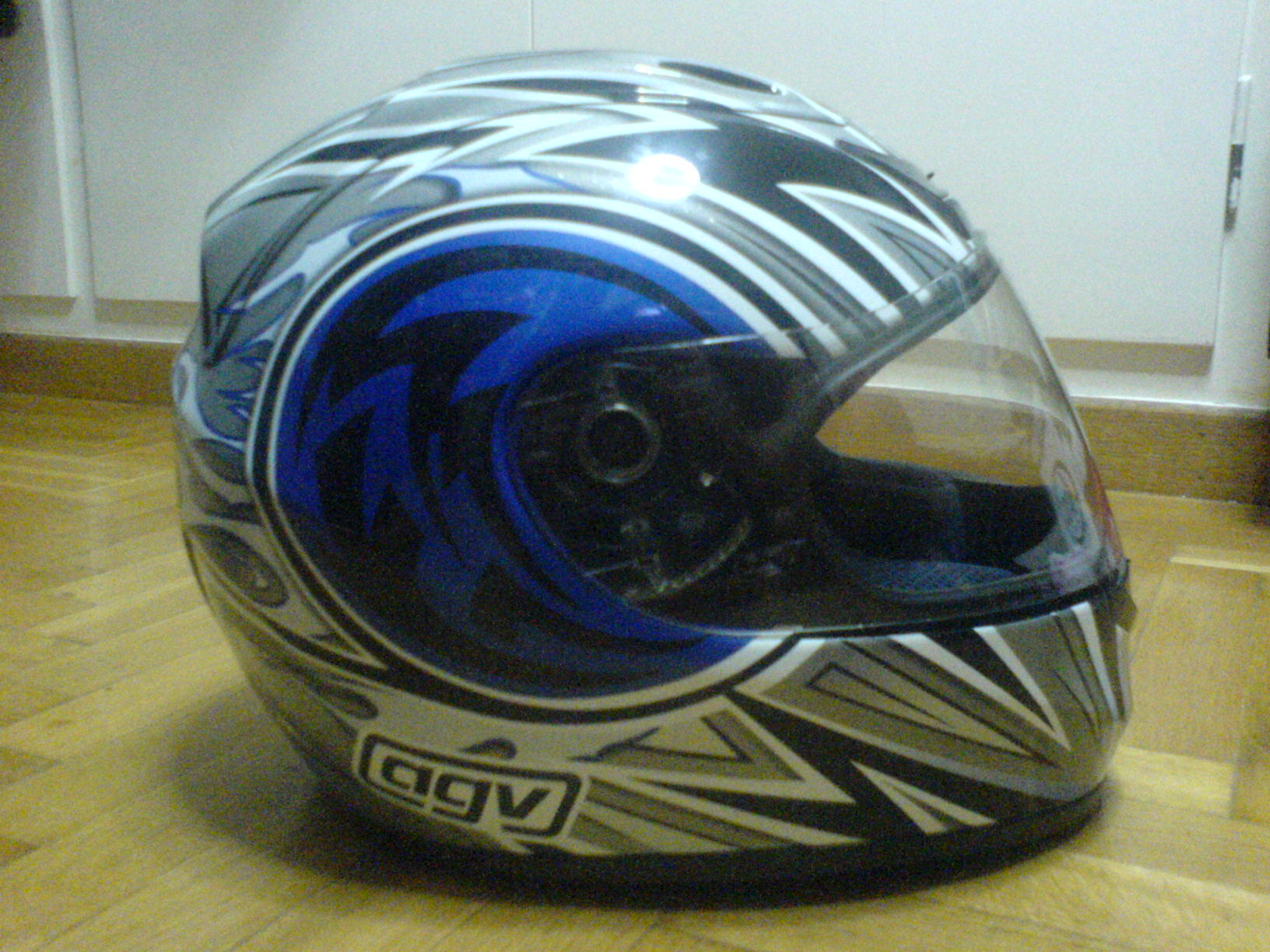
Casc integral motociclista AGV

Segons la superfície coberta els cascos poden ésser envoltants o integrals.
Casc envoltantÉs el que cobreix la part superior del crani; per exemple, els cascos militars contemporanis i la majoria dels antics, així com els cascos de la construcció, els cascos de motorista antics, etc.
Casc integralÉs el que cobreix tot el cap, de manera que protegeix alhora crani, rostre i mandíbula; per exemple, força elms medievals, i també els cascos de motorista actuals.

## Parts del casc
Els cascos envoltants (per exemple, els cascos d'acer d'ús militar) consten de carcassa, guarnició i galteres.

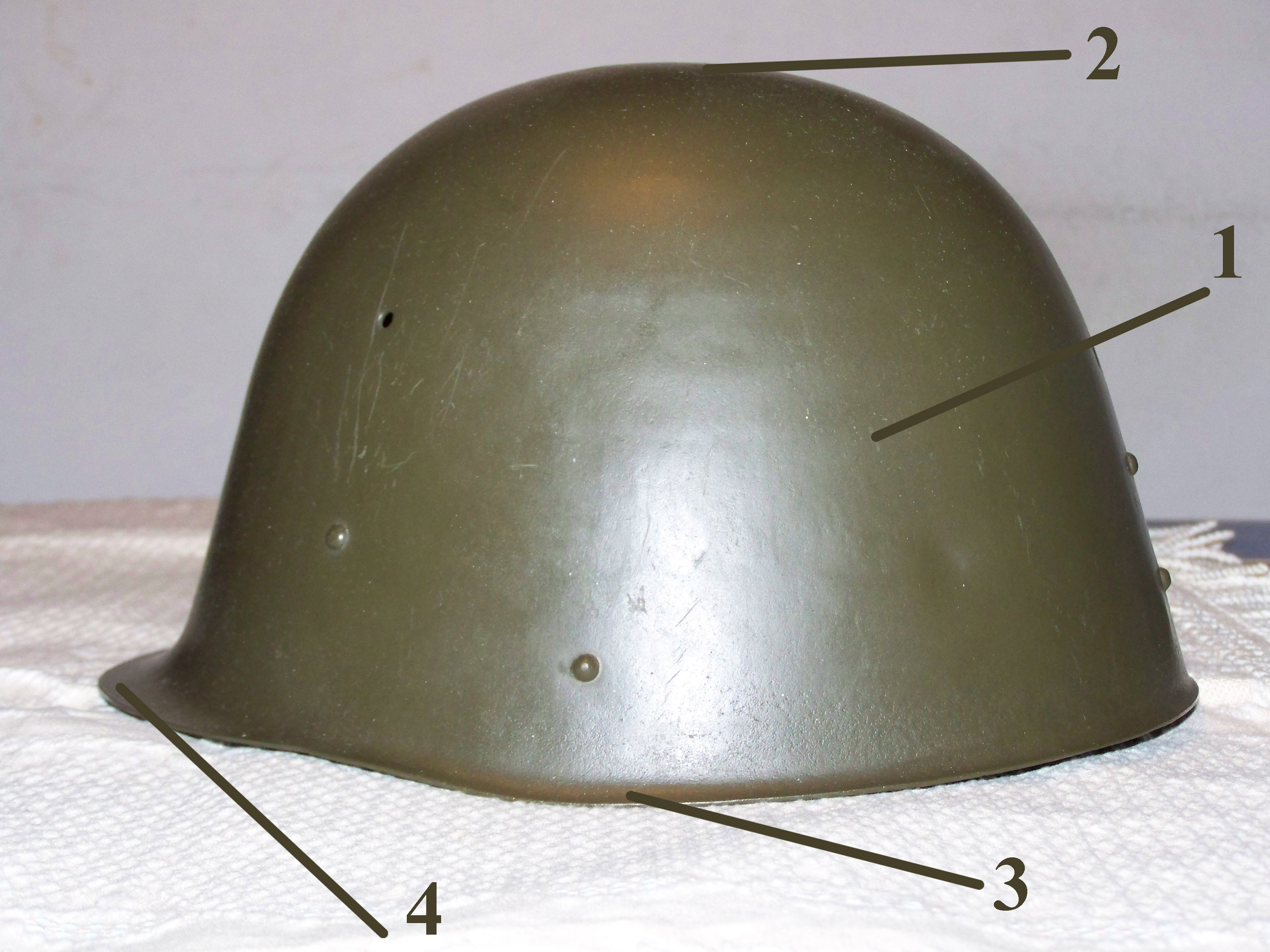
Carcassa d'un casc d'acer (polonès model 31/50). 1: bomba -- 2: cim -- 3: ala -- 4: visera

- la carcassa o closca és la part principal del casc: la peça de metall o de fibra que constitueix la protecció del casc i el suport dels altres elements. La carcassa consisteix essencialment (a voltes exclusivament) en una bomba o volta semiesfèrica, més o menys arrodonida o acampanada, amb el cim arrodonit o aplanat, segons els casos. La bomba pot rematar en una ala que l'envolta; l'ala es pot eixamplar una mica a la part frontal per tal de formar-hi visera. La part superior de la carcassa pot dur una petita cresta o una cimera allargada, que poden ser integrades o superposades. Així mateix, la carcassa pot presentar clatellera, projecció posterior, o lateral-posterior, que protegeix la nuca, o bé de les orelles fins a la nuca. Segons la qualitat dels acabats, el caire de la carcassa pot ésser viu o vorellat (reforçat amb un vorell o vora).

- la guarnició és el revestiment intern, de pell o de roba, fixat a l'interior de la carcassa. La guarnició millora sensiblement la confortabilitat del casc; alhora, en reforça la seguretat, en mantenir una certa distància entre el crani i la carcassa i, doncs, mitigar cops i impactes. En força ocasions, també, la guarnició és regulable, la qual cosa permet que persones amb talles de crani diferents usin una mateixa talla de casc.

- les galteres són dues corretges, de pell o de roba, que queden penjant de la guarnició, o bé directament de la carcassa, i que es corden o lliguen sobre el mentó o sobre una galta. Eviten la caiguda del casc, fins i tot en moviments bruscos, i el mantenen en posició fixa. En cas que la corretja sigui d'una peça, hom parla de barballera.

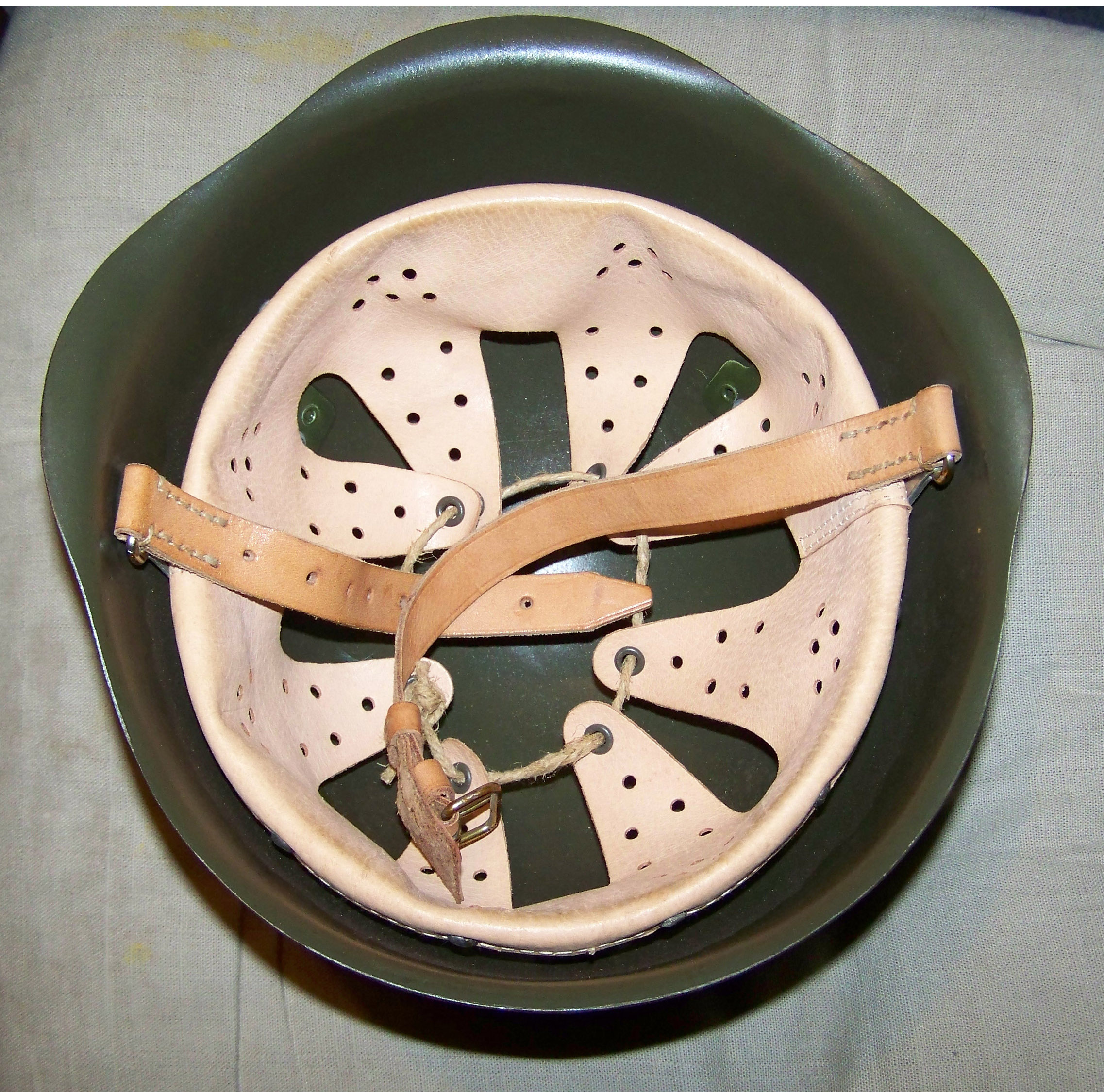
Interior d'un casc d'acer (polonès model 50) mostrant la guarnició i les galteres

Els cascos integrals consten de les mateixes parts, però amb diferències rellevants, sobretot pel que fa a la constitució de la carcassa i a la mena de subjecció. En efecte, els cascos integrals manquen d'ala: la carcassa hi és tancada fins al coll. La part del rostre pot anar completament coberta (amb fenedures per a la visió), com en molts elms medievals. Alternativament pot estar dotada d'una gran visera mòbil, combinada amb mentonera, com en altres models d'elm i com en els cascos de motorista actuals.
Els cascos acostumen d'incorporar algun sistema de ventilació.

## Ús militar

### De l'Edat Antiga al segle XVII
El casc va néixer com a element de l'equip militar, i trigà molt a ésser aplicat a altres fins. Els exèrcits feren servir cascos, de tipologia enormement diversa, des de l'Edat Antiga. Ja n'hi ha de documentats a Mesopotàmia, Egipte i Assíria. Començaren com a simple carcassa semiesfèrica, a què s'anaren afegint reforços com la visera, la clatellera, les galteres i el nasal (o guardanàs), així com ornaments (cimera, crestall). Al principi els cascos eren de joncs entreteixits o de cuir; després, i successivament, de bronze i de ferro. A l'Europa mediterrània antiga predominaren el casc beoci, de visera llarga i recta, típic de Grècia, i el casc frigi, amb frontal en comptes de visera, imitat per la Legió romana. Un cas especial fou la gàlea dels gladiadors, amb visera reticulada.
En la baixa edat mitjana europea predominaren el casc nasal i el capell de ferro. Pels volts de 1200 l'elm i el cabasset formaven part de l'arnès del cavaller, mentre que la cervellera equipava els simples guerrers. El bacinet, sorgit al segle xiii, donaria pas a l'elmet, la celada i la barbuda (imitació del casc beoci), amb què s'entra a l'Edat Moderna. Als segles xvi i xvii els cascos més habituals són la borgonyota, el morrió i la capellina.

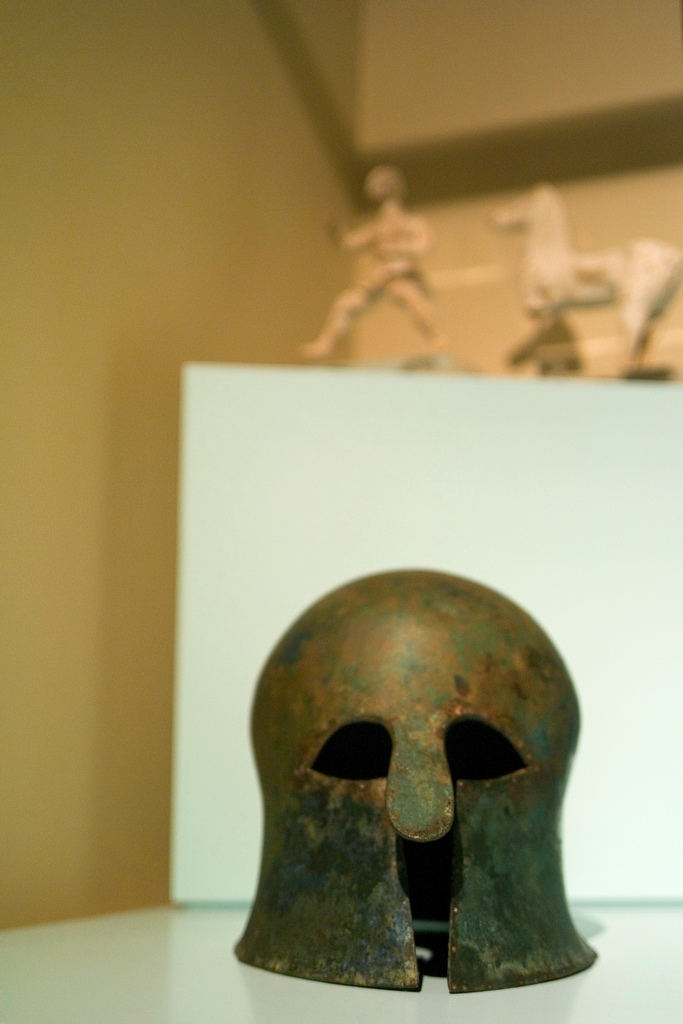
Casc beoci
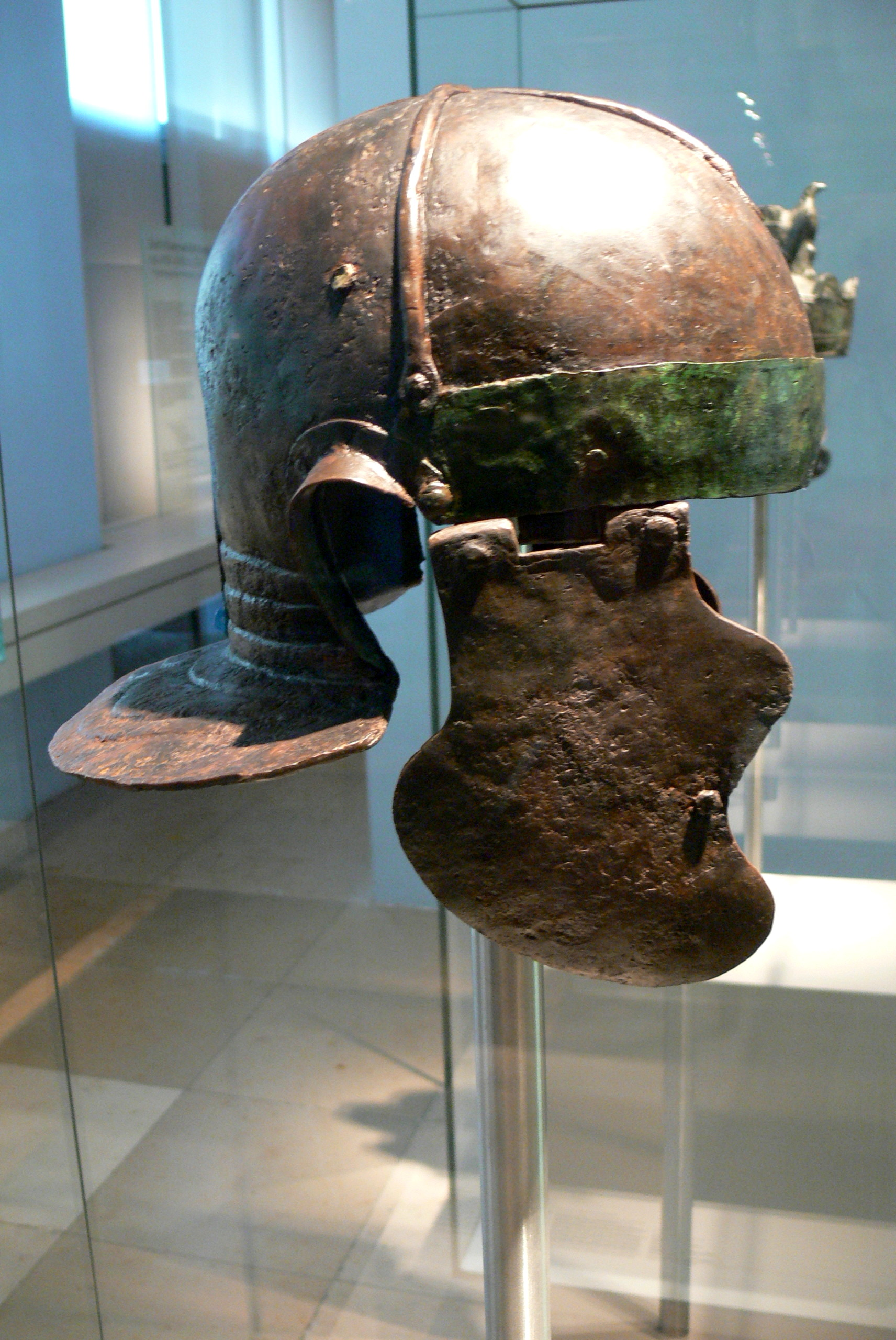
Típic casc de legionari romà
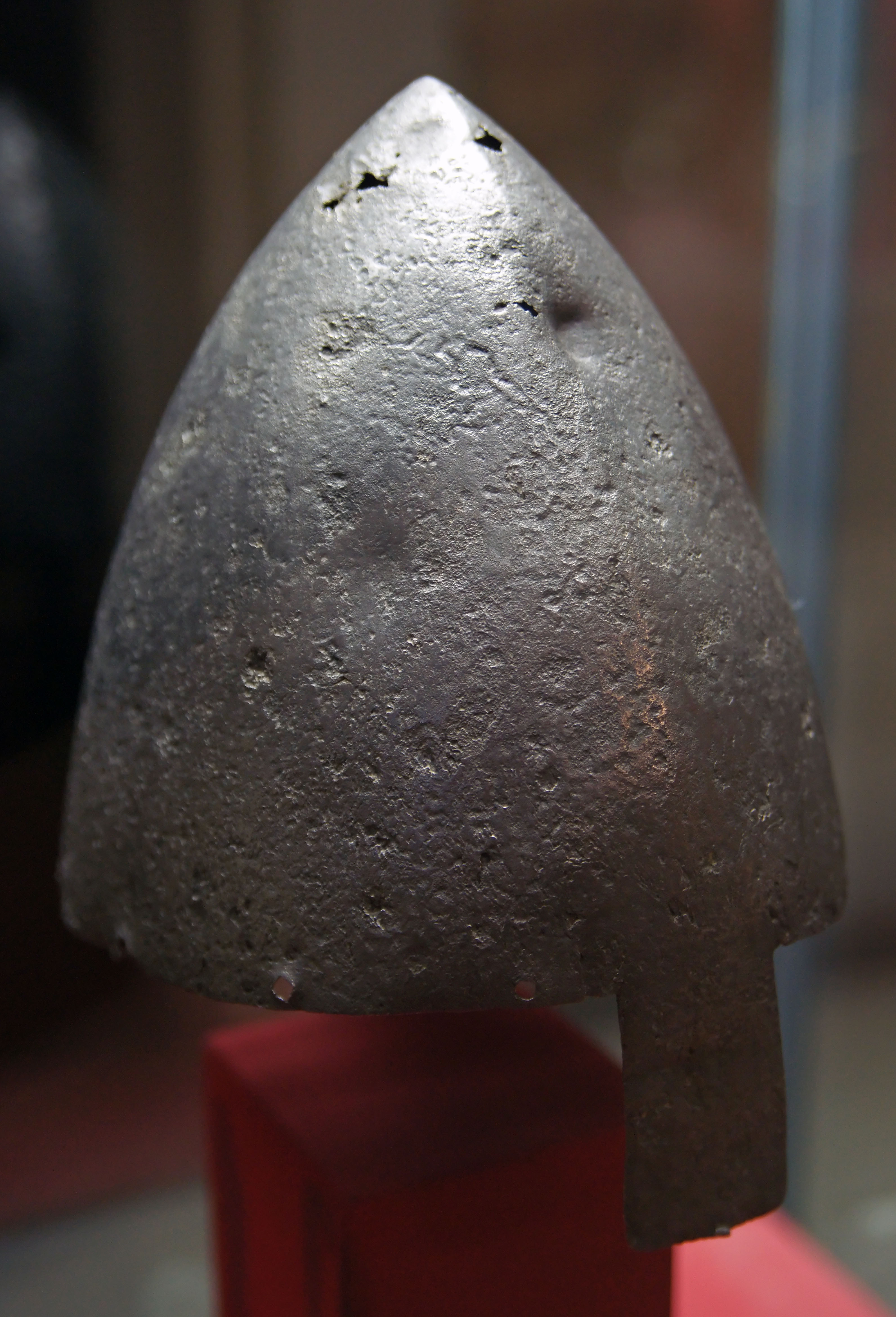
Casc nasal del segle XI
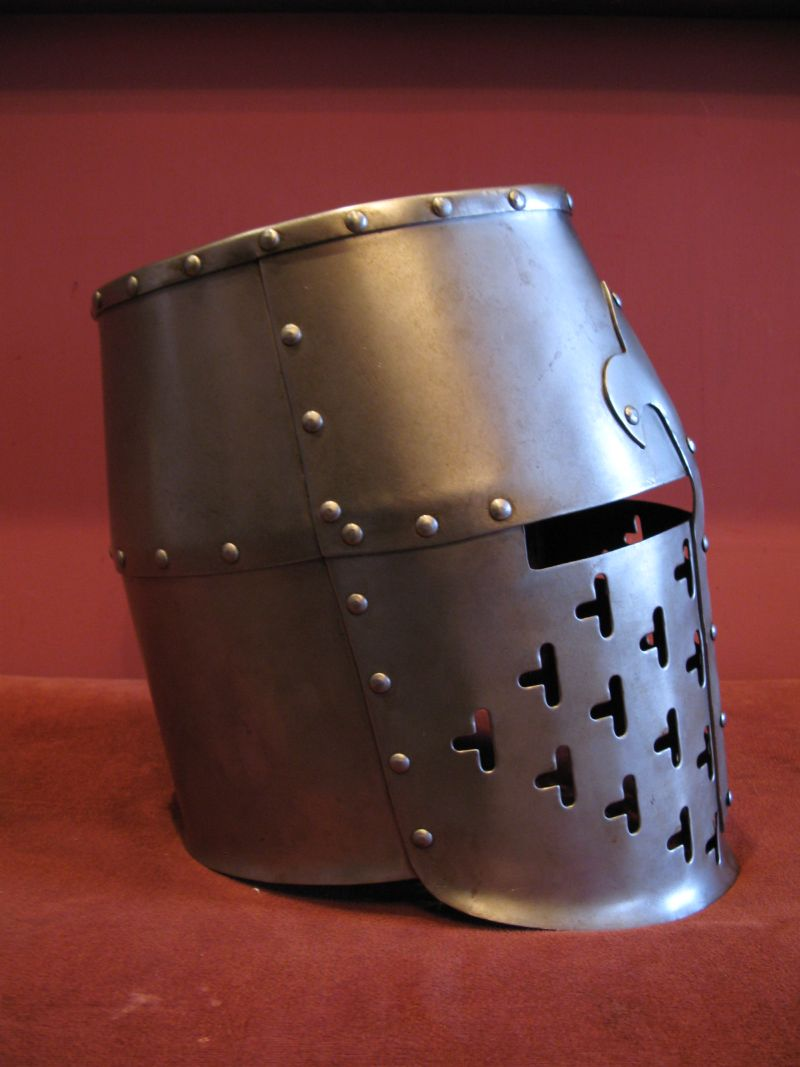
'Elm' clàssic
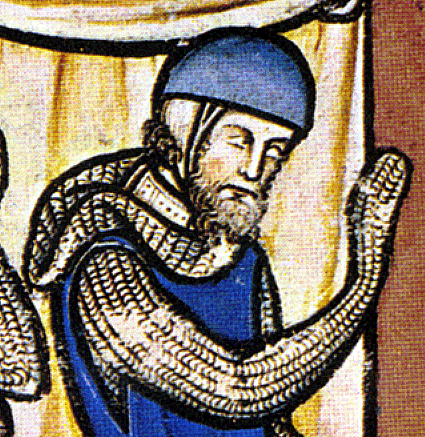
'Cervellera' de mitjan segle xiii
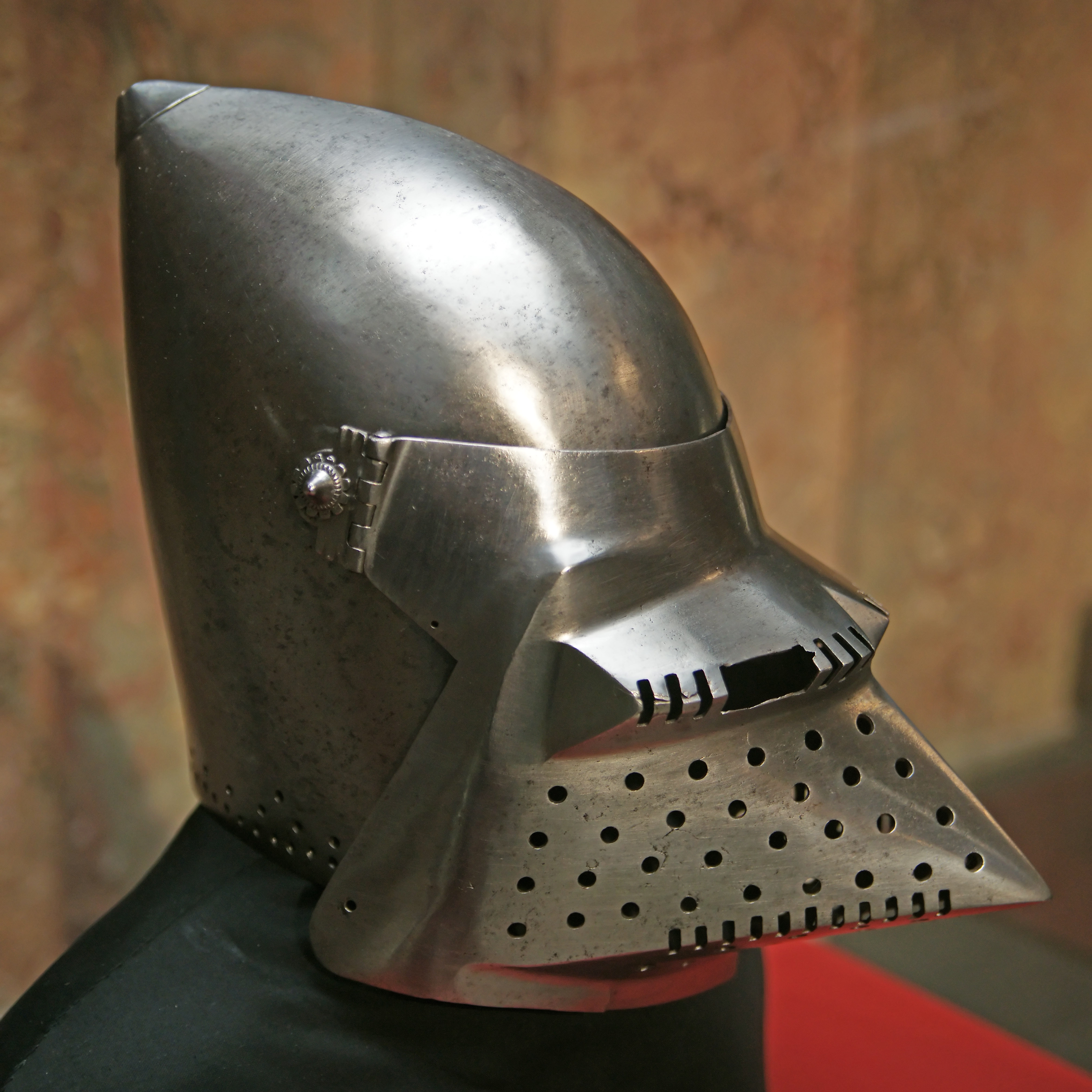
Bacinet dels volts de 1400
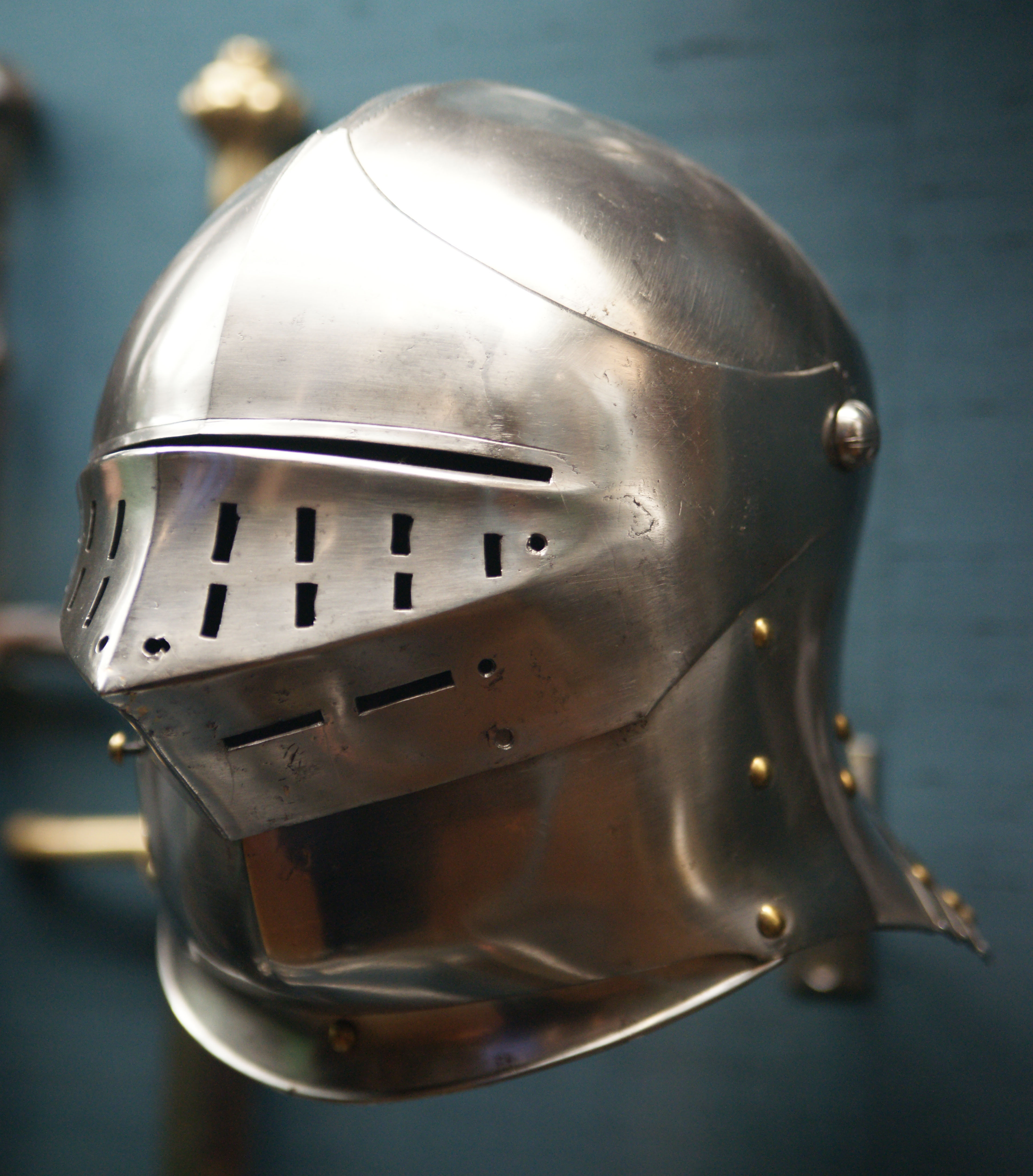
Elmet del segle XV
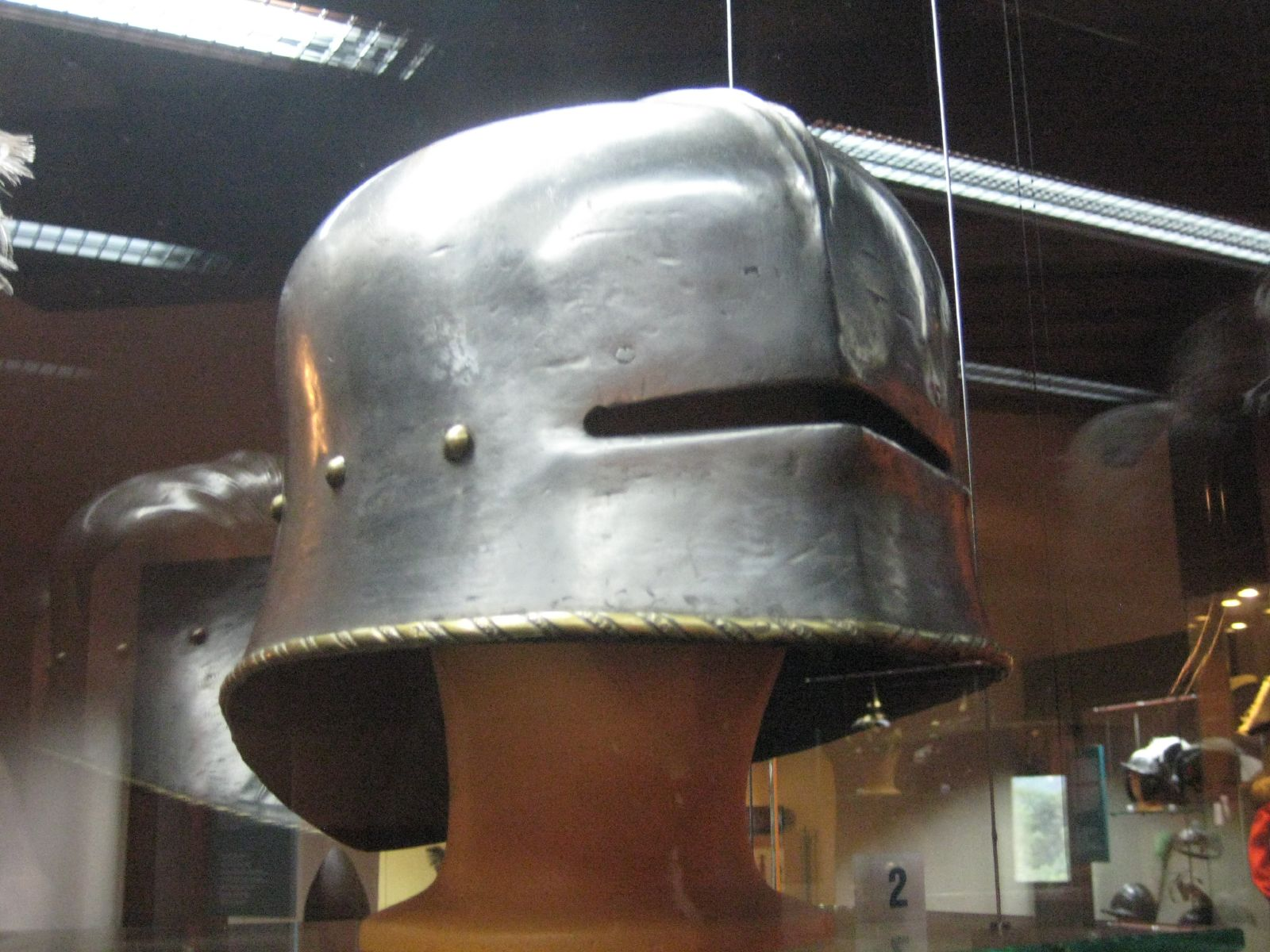
Celada del segle XV
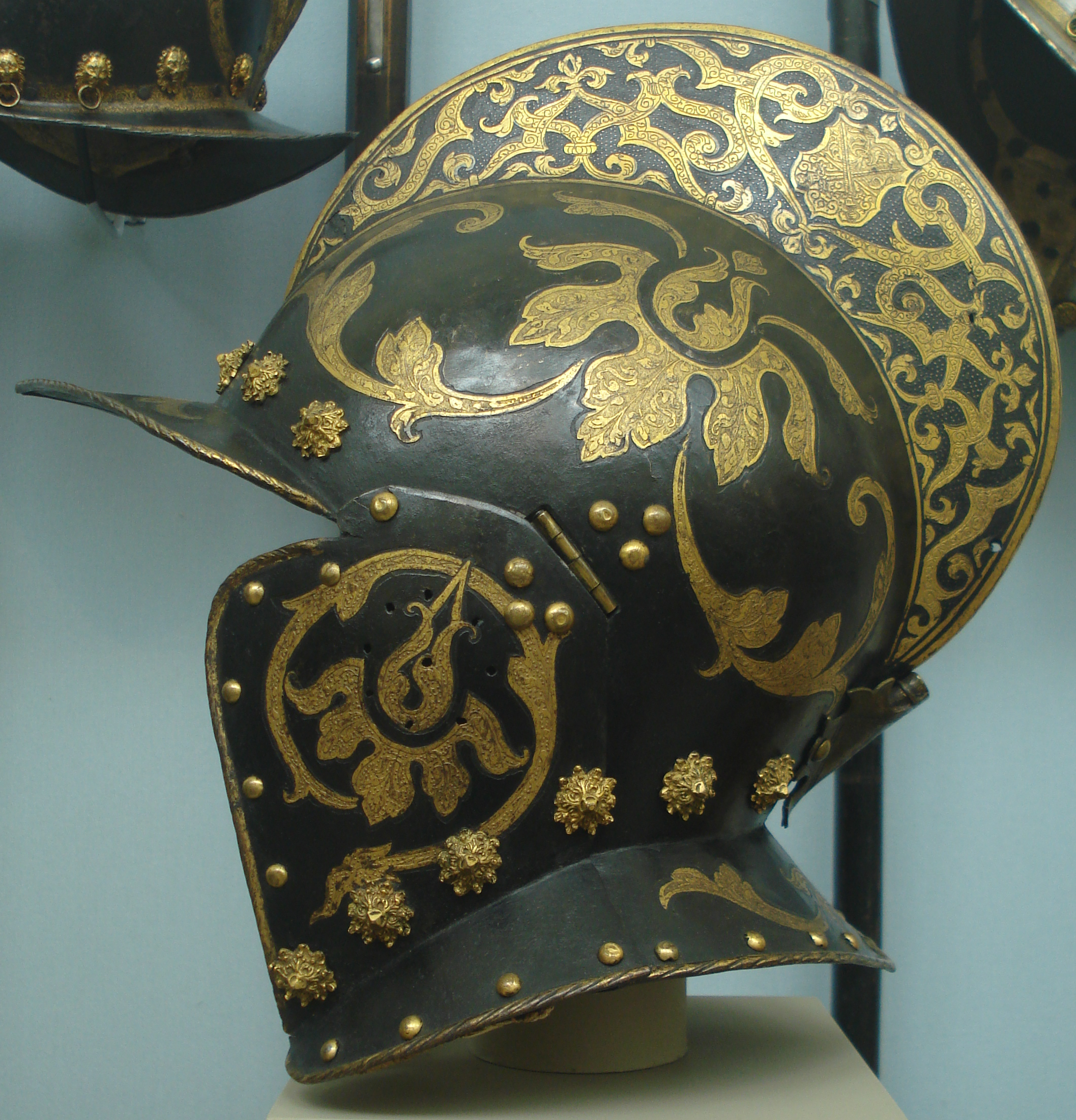
Borgonyota de mitjan segle XVI
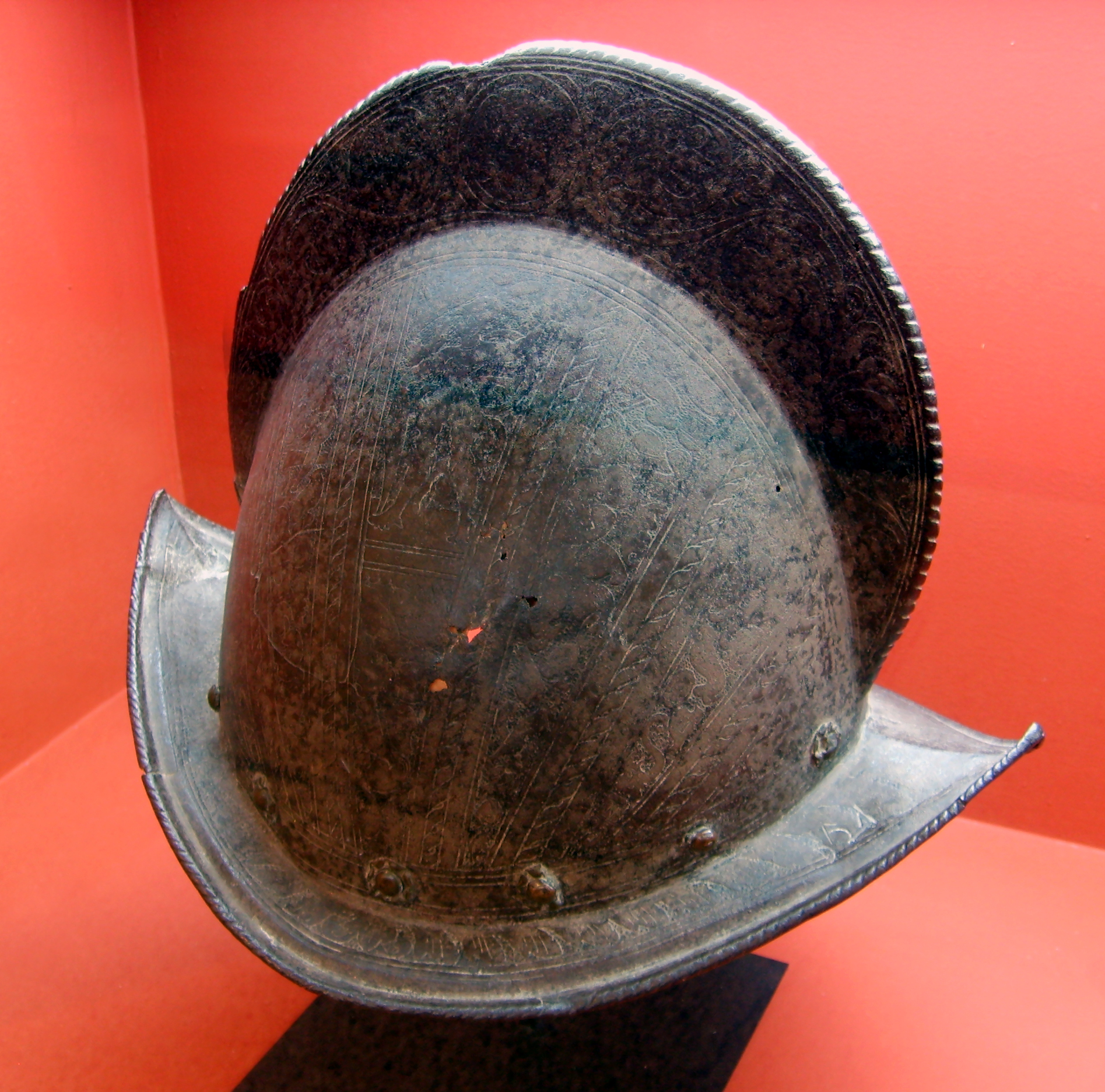
Típic morrió espanyol del segle XVI
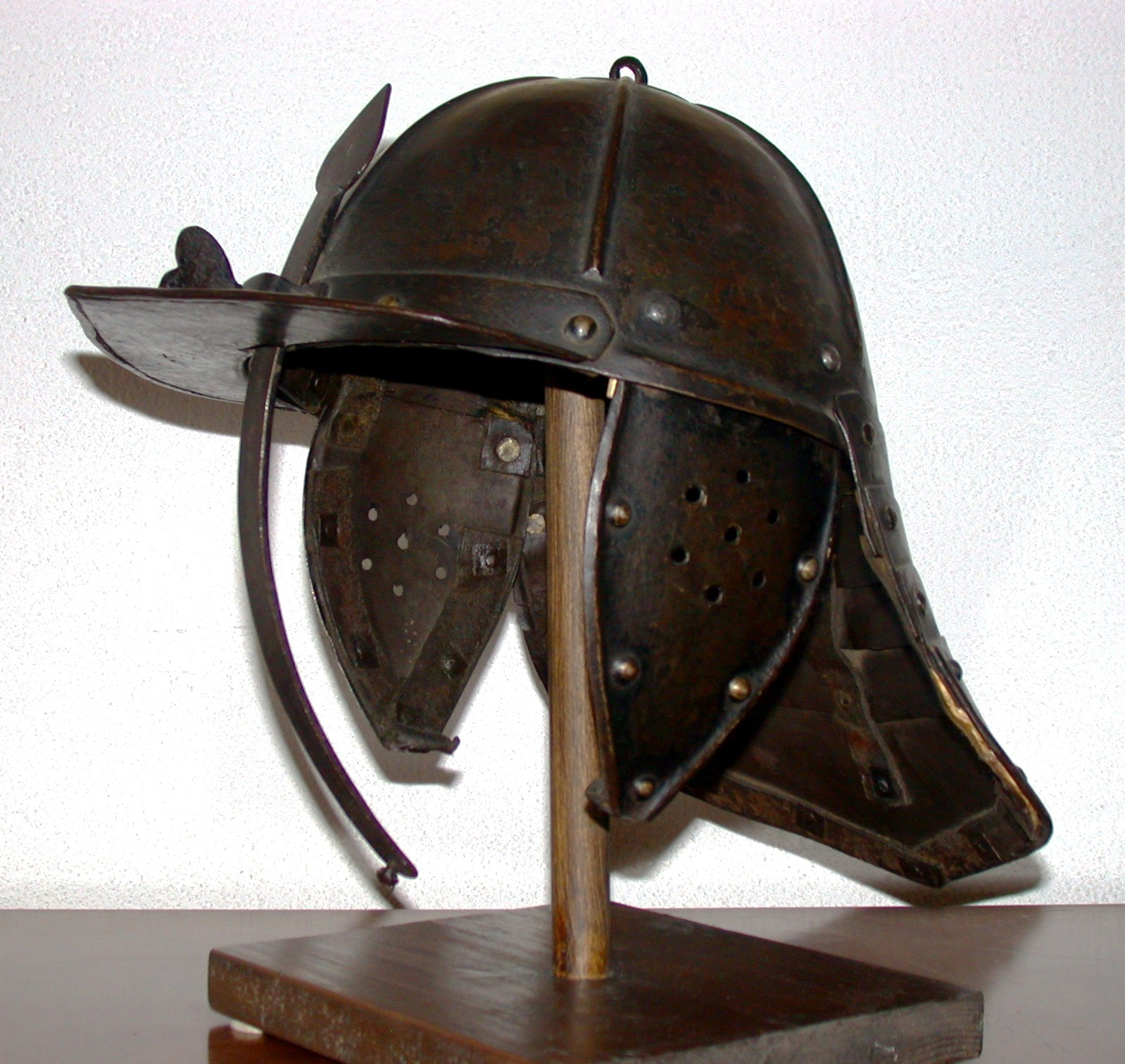
Capellina anglesa del segle XVII

Als mons turc i irànic els cascos tradicionals eren elms de cim en punta, sovint dotats de nasal; passaren als pobles eslavorientals com a elm de boiar. Al Japó s'usaren, entre d'altres, el jingasa, amb forma de barret cònic, i el kabuto, típic dels samurais.
En el decurs del segle xvii la generalització de les armes de foc convertí els cascos en obsolets.

### Seglesxviiiixix
Al llarg dels segles xviii i xix el casc militar, metàl·lic o de cuir, pràcticament se circumscrigué a determinats cossos de cavalleria, com ara dragons i cuirassers, i amb la funció de protegir de cops i estocades. Hi hagué algunes excepcions, però: en el pas del segle xviii al XIX alguns exèrcits usaren com a lligadura bàsica, en comptes del bicorn, algun tipus de casc de cuir (tot i tenir aspecte de metàl·lic). La iniciativa fou austríaca, amb el casc d'estil grec clàssic (1798-1806/09), i fou imitada per altres exèrcits com el bavarès i el sardopiemontès; però a inicis del segle xix hom passaria massivament al xacó. El cèlebre casc de punta prussià (Pickelhaube), tan popular i imitat a la segona meitat del segle xix, fou lligadura bàsica de campanya; però cal dir que no tenia gaire consistència: era fet de cuir premsat o matèries afins, i no protegia gaire més que, per exemple, un quepis. El segle xix fou també la gran època del casc colonial o de tipus tropical; però es tractava, ja, d'una altra mena de concepte.

### Nova edat d'or del casc: segles XX i XXI
Paradoxalment, la Primera Guerra Mundial, i, en particular, la guerra de trinxeres, propicià una nova edat d'or del casc militar, ara d'acer, i amb la funció bàsica de protegir el cap, no tant dels impactes directes de bala, sinó dels impactes de metralla, resquitlles, etc., els quals, segons es calcula, provocaven vora el vuitanta per cent de baixes. Els cascos d'acer de nou tipus reduïren dràsticament el nombre de morts i ferits greus per impactes al cap, i es calcula que salvaren milions de vides.

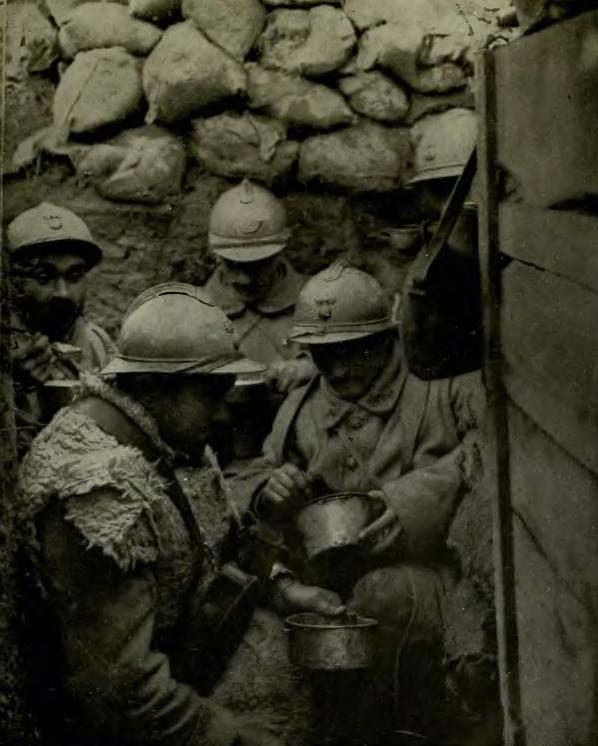
Soldats francesos a les trinxeres (1917) amb casc Adrian m. 1915. S'hi poden apreciar força bé la cimera i l'eixamplament de l'ala a les parts frontal (visera) i posterior (clatellera)

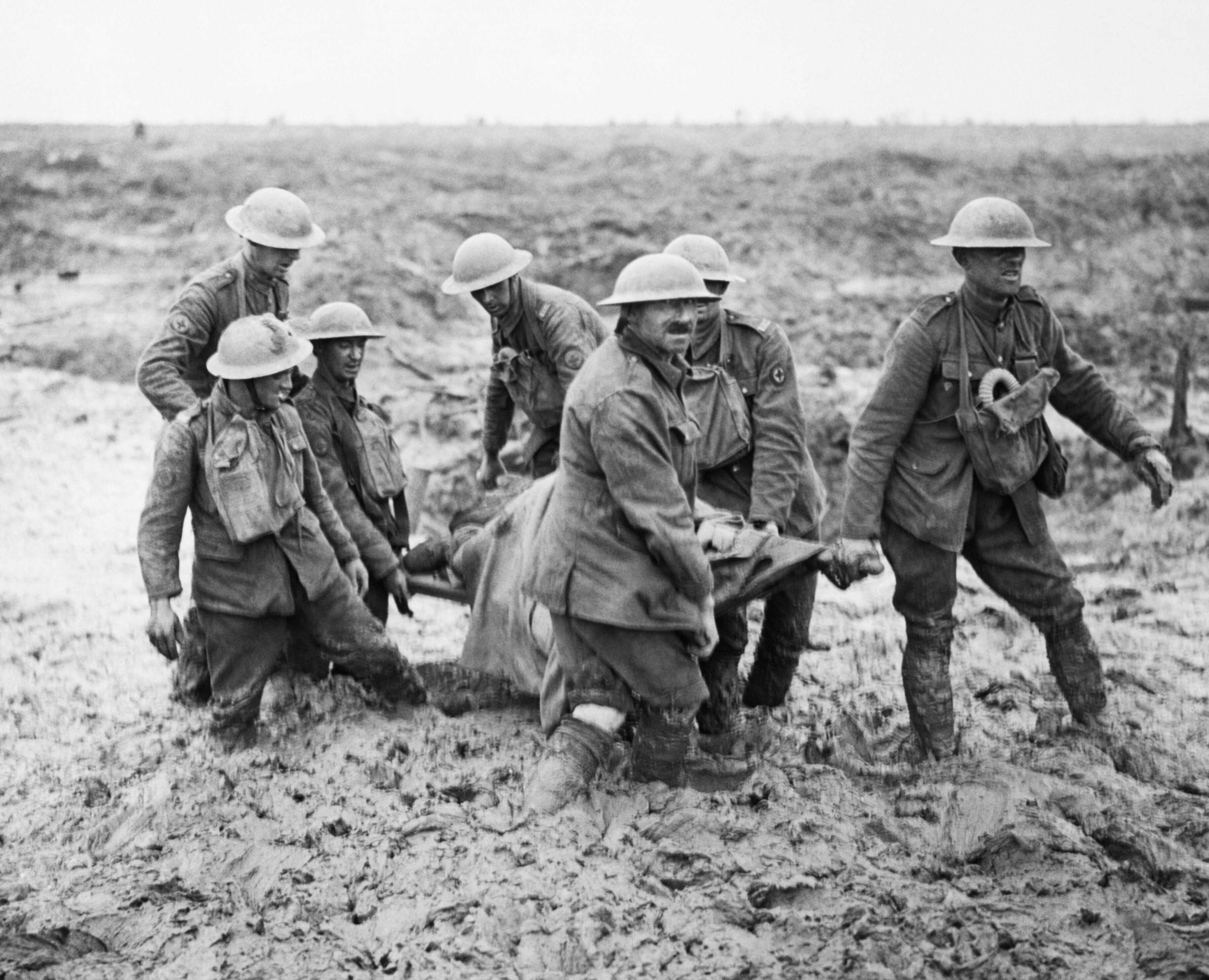
Soldats britànics (1917) amb el casc Mark I m. 1915. Observeu la característica ala perimetral

El primer casc modern de la història fou l'Adrian francès model 1915 (inspirat en la borgonyota mitjançant els cascos de bomber), adoptat sobre la marxa per la majoria dels exèrcits aliats; fou seguit aviat pel britànic Brodie o Mark I (1915, amb forma de capell de ferro) i pel model 1916 alemany (el Stahlhelm antonomàstic, mena de celada), que de seguida equipà també les tropes austro-hongareses.
En entreguerres molts exèrcits adoptaren, bé el casc Adrian, bé el m. 1916 alemany (o algun altre model basat en aquest). En general el primer fou adoptat per democràcies o règims transformadors (incloent-hi l'URSS i la Turquia kemalista), mentre que el segon tendia a simbolitzar postures autoritàries (però tant el casc suís, m. 1918, com l'anomenat "Trúbia" de la República Espanyola, eren d'estil alemany). També el Mark I britànic tingué ús molt ampli, però gairebé circumscrit al món anglosaxó (i a les colònies), més països d'influència anglosaxona directa (Irlanda).
A cavall dels anys vint i trenta molts estats optaren per dissenyar cascos propis, bé que generalment seguint la pauta de l'Adrian o del m. 1916; entre les escasses excepcions, Dinamarca, els Països Baixos, Txecoslovàquia i el Japó exploraren conceptes diferents, que no tindrien continuïtat més enllà de la Segona Guerra Mundial.

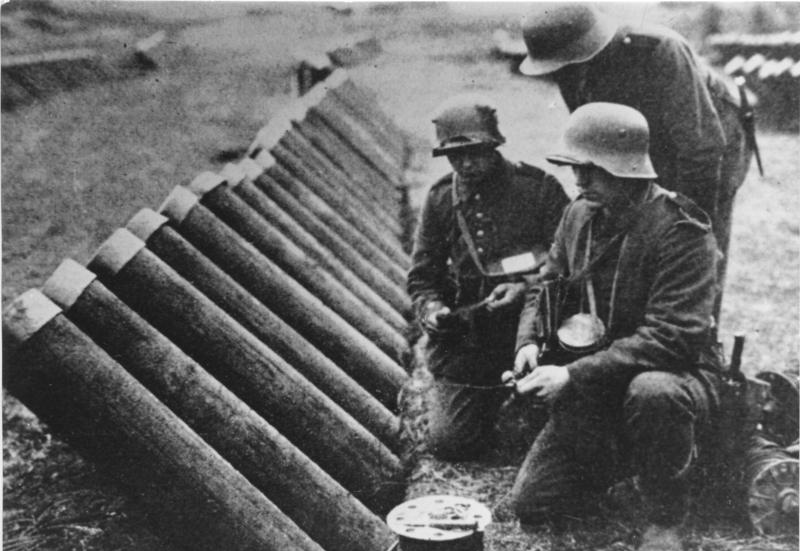
Soldats alemanys (cap al 1917) amb casc model 1916. Observeu la característica clatellera lateral-posterior i la visera prou pronunciada

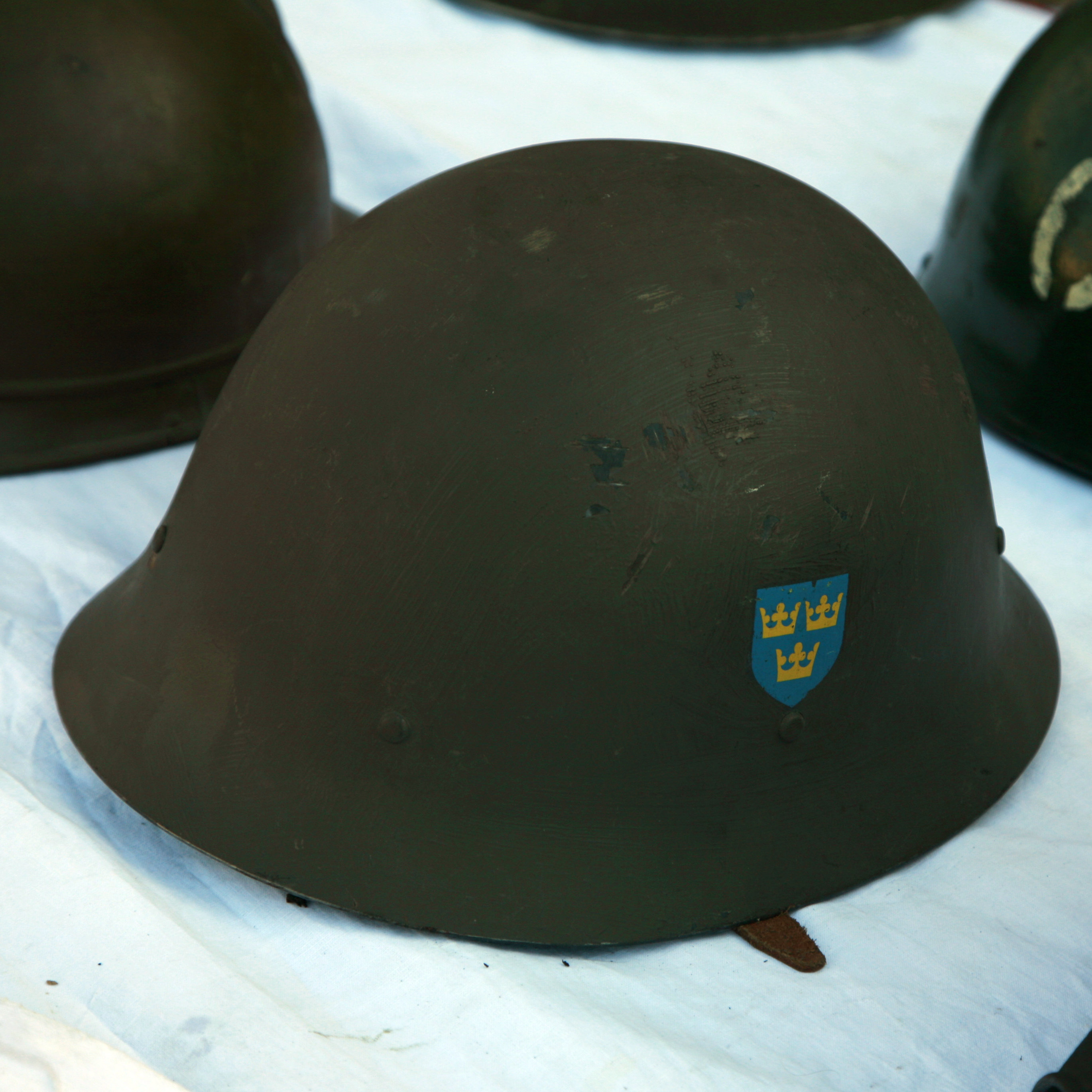
Casc suec model 1926-A

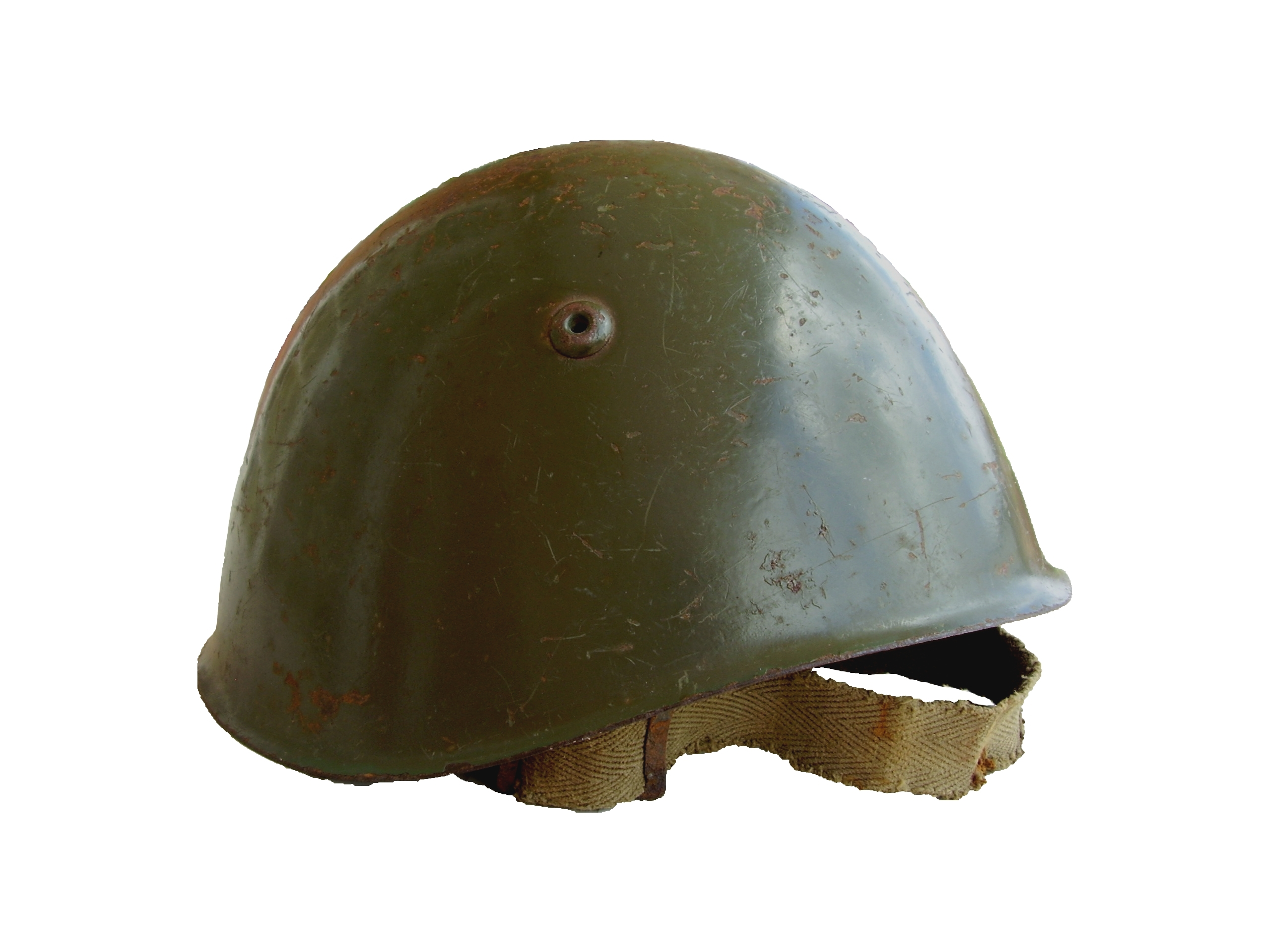
Casc italià m. 1933 amb guarnició i galteres de postguerra

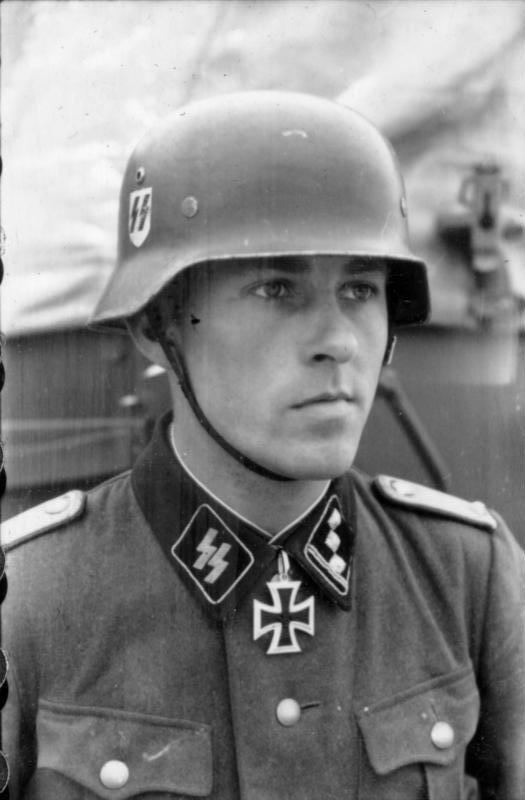
Casc alemany m. 1935

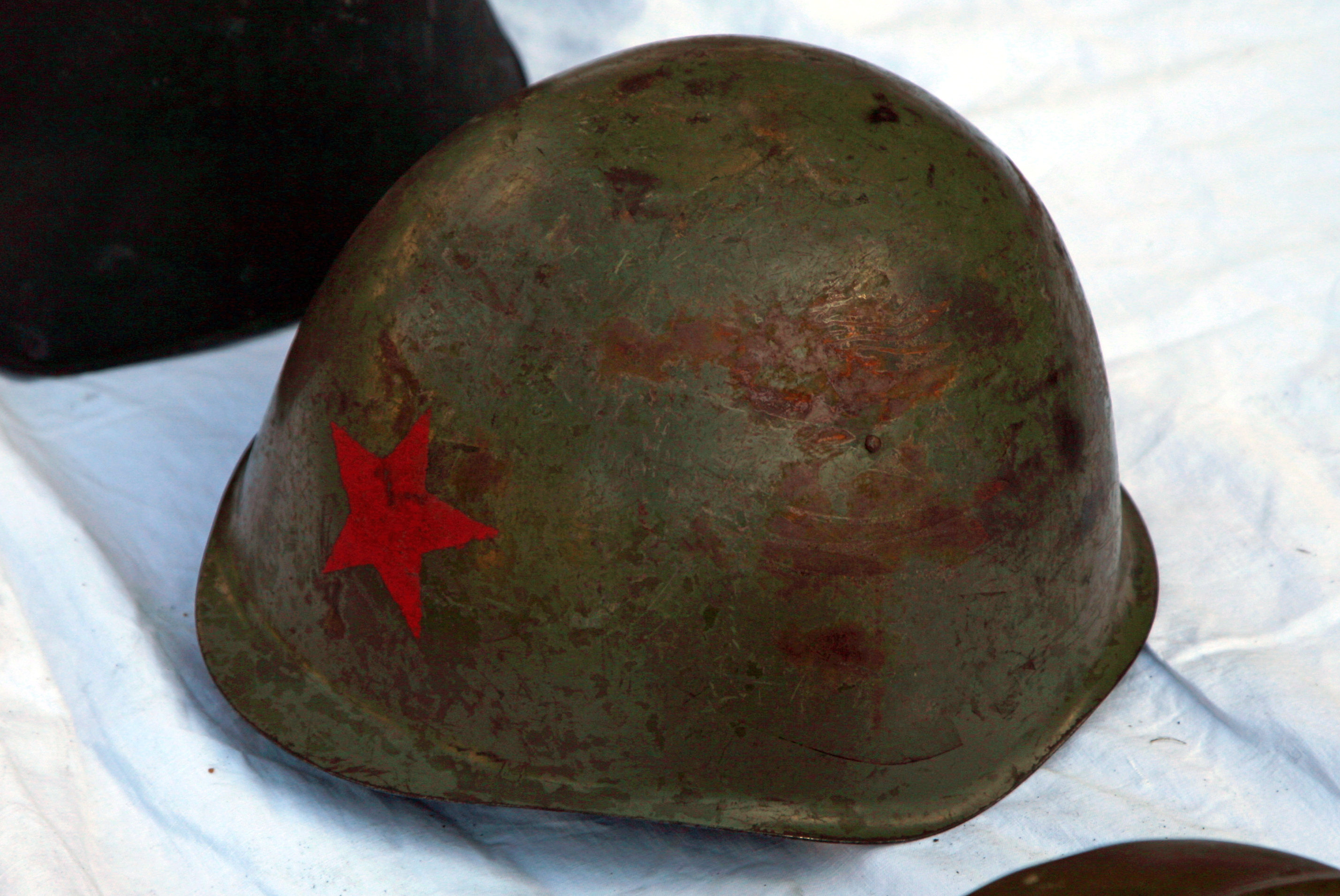
Casc soviètic m. 1939/40

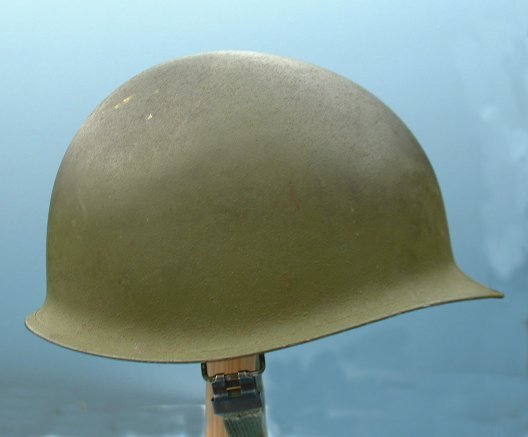
Carcassa del casc estatunidenc M1 (1941). Exemplar dels anys seixanta

En canvi, d'ençà 1921 la família de cascos suecs anunciava una segona generació de cascos d'acer, més adaptats al combat en espai obert, més resistents i de concepció estètica més moderna, com ara el model polonès de 1931. Els més cèlebres foren, per ordre cronològic: el model italià de 1933 (perfeccionament d'un prototip de 1931); el model 1935 alemany (evolució del m. 1916, i tan imitat com el seu predecessor); el model 1939/40 soviètic (perfeccionament del m. 1936, ambdós de característic perímetre sinusoidal); i el M1 estatunidenc (de 1941, amb el seu joc de carcassa externa i sotacasc).
Els cascos d'acer més emprats en la segona meitat del segle XX foren el soviètic model 1939/1940, l'estatunidenc M1 i variants d'ambdós més o menys reelaborades. En una dicotomia similar a la d'entreguerres, en aquest període el casc estatunidenc –juntament amb el fusell d'assalt M16— simbolitzava el capitalisme internacional, en equipar la majoria d'exèrcits del bloc capitalista, incloent-hi multitud de dictadures tercermundistes; al tercer món, el casc soviètic –juntament amb el fusell d'assalt Kalàixnikov-- simbolitzava els règims revolucionaris i la lluita antiimperialista.
A partir dels anys vuitanta els cascos d'acer foren substituïts pels nous cascos de fibra artificial, aramídica (kevlar), molt més resistents i sempre amb clatellera, cosa que, paradoxalment, evoca el típic casc alemany. El primer casc de kevlar fou el PASGT estatunidenc de 1975/76, distribuït a partir de 1982. Avui els cascos de fibra equipen la majoria d'exèrcits del món; n'hi ha bon nombre de models diferents, però tots tan similars entre si que resulten difícils de discernir per als profans.

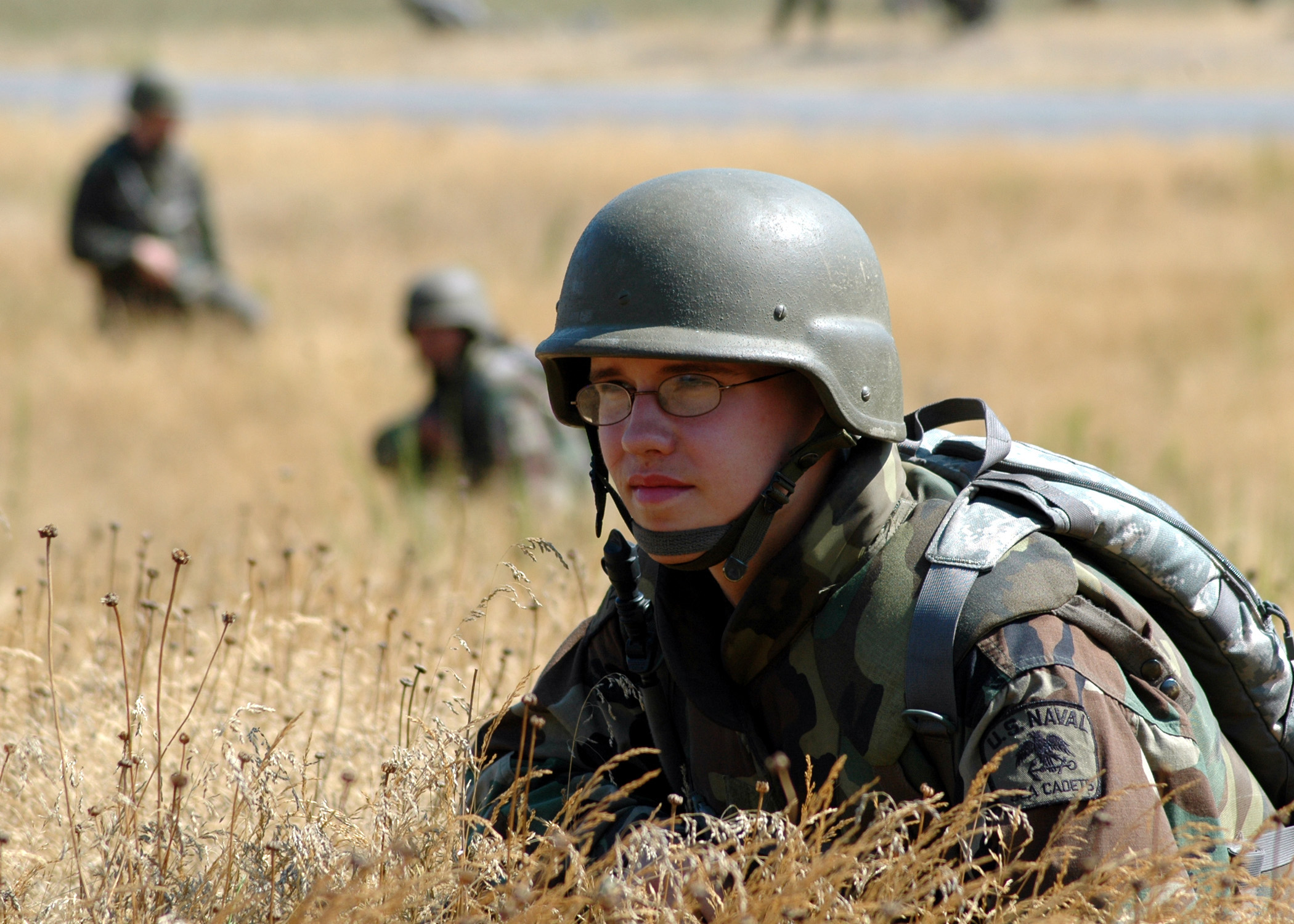
Casc de kevlar: ací, un PASGT

Els cascos militars sovint van coberts de funda mimètica, o bé de xarxa mimètica.
Cada model de casc militar es designa oficialment per una xifra, que en general és la data d'inici de la distribució efectiva, més sovint que no pas la data de disseny, d'adopció oficial ni d'inici de fabricació; així, per exemple, el casc alemany model 1916 fou dissenyat i començat a fabricar el 1915. És clar que hi ha casos menys transparents: el casc suec fabricat i distribuït el 1923 rebé el nom de "model 1921-18". La designació oficial pot incloure també un mot o nom; exemple del primer cas és el "Mark I" britànic; exemple del segon, el "casc d'acer Adrian, model 1915", que deu el nom al seu creador, l'oficial d'Intendència Louis Auguste Adrian.
Contra el que pot pensar el gran públic, que, en principi, només es fixa en la carcassa del casc, tècnicament es considera que, restant idèntica la carcassa, un canvi de guarnició o de sistema d'aireació comporta l'existència d'un casc nou.
D'ençà el 1915, en definitiva, els cascos han estat un dels elements més emblemàtics de l'uniforme militar.